# Stjepan I. Kotromanić
Stjepan I. Kotromanić (1242. – 1314.), bosanski ban od 1290. do 1302. godine. Iz vladarske je kuće Kotromanića. 

## Životopis
Stjepan I. Kotromanić je sin bosanskog bana Prijezde I. Bio je oženjen Elizabetom Njemanjić, kćerkom srpskog kralja Dragutina, s kojom je imao petero djece i to: Stjepana II., koji je bio bosanski ban od 1322. do 1353. godine, Vladislava, Ninoslava, Katarinu i Mariju.
Stjepan I. Kotromanić je vladao zajedno s bratom Prijezde II. Poput njega, prvi se put kao ban Bosne (banus Bosnae) spominje u pismu koje im je 1290. poslao papi Nikoli IV. Uskoro je Prijezda II. umro, a Stjepan preuzeo punu vlast. Ali kako se 1299. knez Pavao I. Bribirski nazivao gospodarom Bosne (dominus Bosnae), a među prvima mu se podvrgnuo knez Hrvatin, gospodar Donjih krajeva u području Vrbasa, Stjepan je od tada upravljao samo dijelom Bosne. Godine 1302. sukobio se knezom Mladenom I. Bribirskim, koji je preuzeo vlast nad Vrhbosnom (i Donjim Krajima) u ime svoga brata, bana Pavla I. Bribirskog. Nakon tog sukoba Stjepan se više ne spominje u izvorima.
Bana Stjepana I. Kotromanića je na prijestolju naslijedio sin Stjepan II. Kotromanić.

## Vanjske poveznice
- Hrvatski povijesni portal Ban Stjepan I.  Arhivirana inačica izvorne stranice od 16. rujna 2013. (Wayback Machine)

| Prethodnik:  | Bosanski ban 1290. – 1302. | Nasljednik: |
| Prijezda II. | Bosanski ban 1290. – 1302. | Mladen I.   |